# Conclave de 1521–22
El conclave papal que es va dur a terme entre 1521 i 1522 va donar com a resultat l'elecció del Papa Adrià VI per succeir Lleó X. El conclave es va caracteritzar en un principi per les candidatures dels cardenals Giulio de Medici i Alexandre Farnese, encara que els Colonna i altres cardenals frustraren les seves aspiracions.
El nombre de cardenals electors fou de 39 i la longitud de la seu vacant havia augmentat el cost del conclave, fins i tot en excés dels fons distribuïts per Carles V, emperador del Sacre Imperi, Francesc I de França i Enric VIII d'Anglaterra per promoure els seus candidats.

## Cardenals Electors

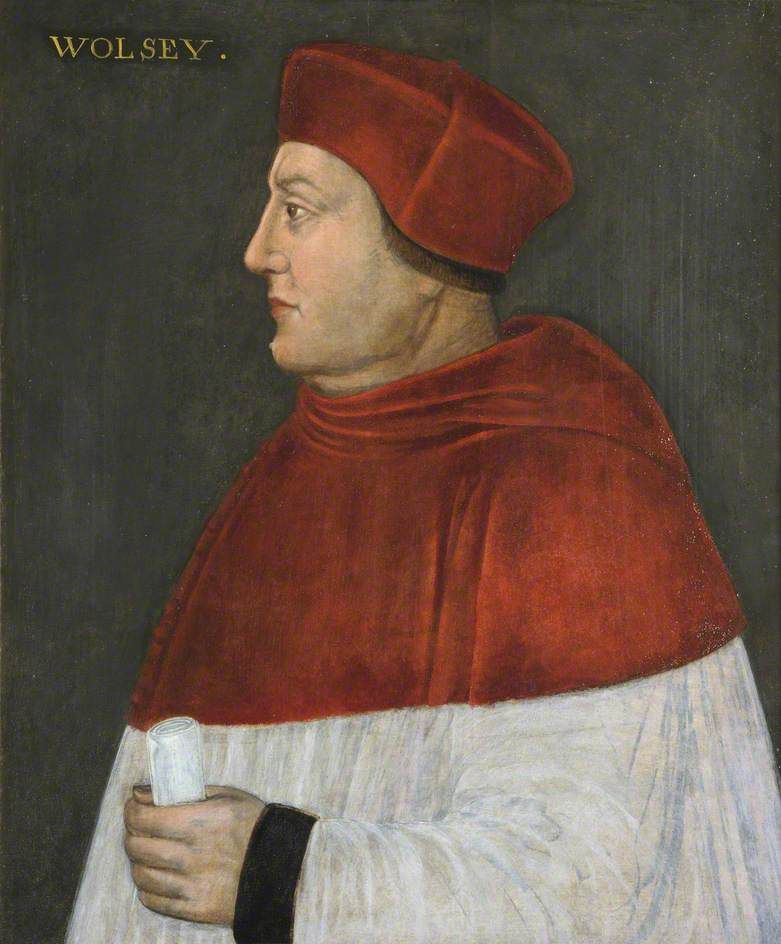
Cardenal Thomas Wolsey

Hi havia 39 cardenals electors, només 3 d'ells no provenien d'Itàlia (dos espanyols i un suís). Nou no italians no hi van assistir (en comparació amb només un d'italià que no hi estigué) tot i la llarga demora del canvi de govern papal. Això es va deure a la captura d'un cardenal en el seu camí a Roma per la qual cosa es va dur a terme un rescat. Mentrestant, els agents de Carles V, emperador del Sacre Imperi, Francesc I de França i Enric VIII d'Anglaterra van començar a distribuir grans sumes de diners als cardenals per subornar-los.

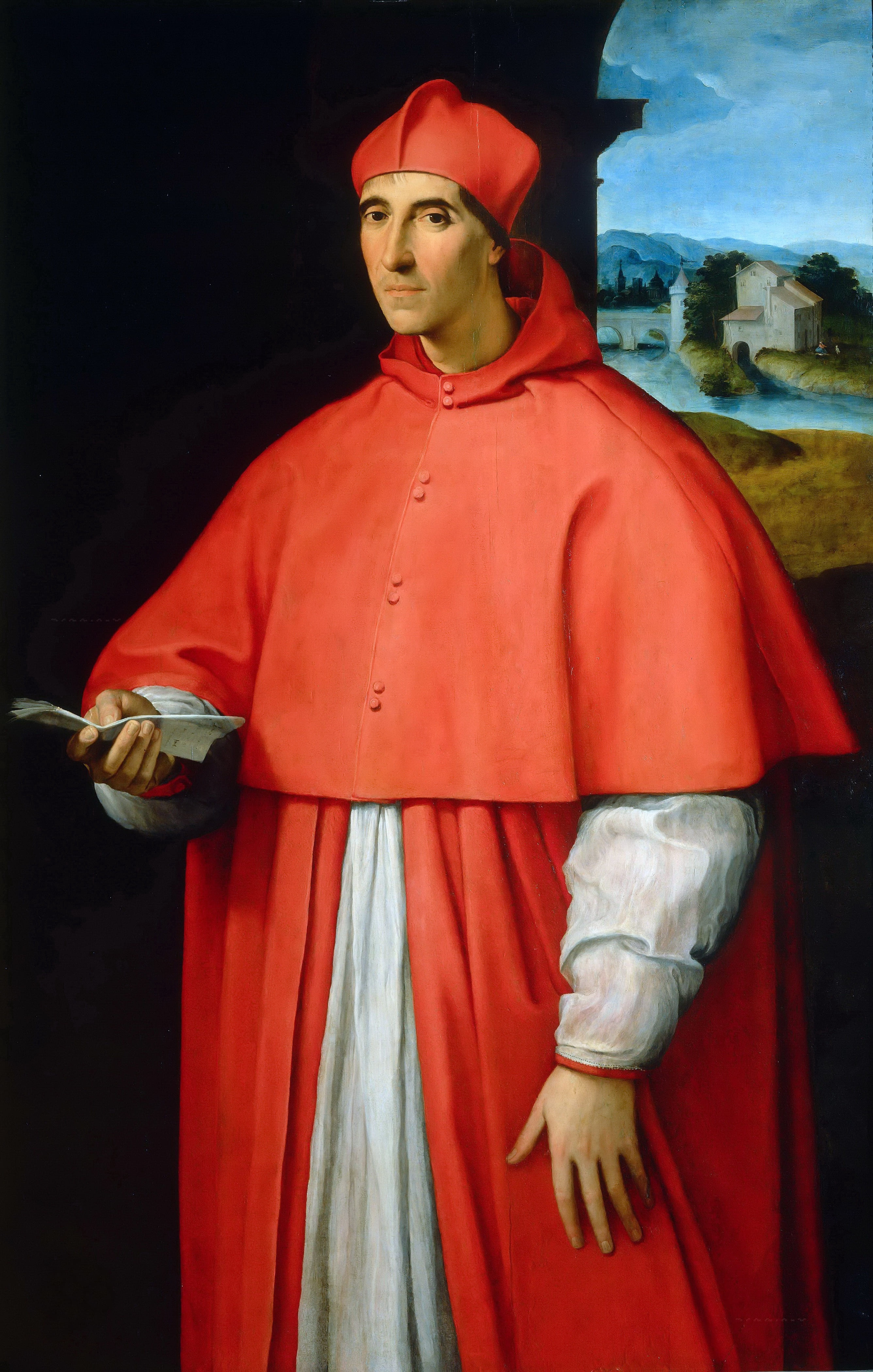
Cardenal Alexandre Farnese futur Pau III

L'opció preferida d'Enric VIII va ser Thomas Wolsey (per a qui estava disposat a gastar 100.000 ducats), tot i que Giulio de Medici (futur papa Climent VII) també era acceptable per a ell. Enric VIII va preguntar a Carles V (amb el qual es va aliar) si donava el seu suport a Wolsey i enviava el seu exèrcit a Roma. Fins i tot gran part dels suborns dels monarques van ser menors que el cost del conclave, i fins i tot la tiara papal va ser hipotecada per al finançament de l'elecció, i només uns pocs dels cardenals italians van considerar apte un no-italià a la cadira de Pere.
Carles V finalment va donar el seu suport als Medici en comptes de Wolsey, tot i que la seva decisió va ser criticada per molts, ja que era el cardenal Nepote de Lleó X i el Sacre Col·legi temia un papat hereditari.
Francesc I va recolzar l'elecció d'un papa francès, recolzat per un milió d'ecus d'or, encara que no és clar si realment va enviar els fons a Roma, de fet, els agents de Francesc I centraren la seva atenció en els candidats italians "afrancesats", principalment els tres venecians.
Medici, per la seva banda, va entrar al conclave amb quinze o setze partidaris, però molt poques possibilitats d'aconseguir vots addicionals.
AVI = nomenat cardenal pel Papa Alexandre VI
JII = nomenat cardenal pel Papa Juli II
LX = nomenat cardenal pel Papa Lleó X

### Absents
1. François Guillaume de Castelnau-Clermont-Lodève (JII)
2. Matthäus Lang von Wellenburg (JII)
3. Thomas Wolsey (LX)
4. Lluís II de Borbó-Vendôme (LX)
5. Adriaan Florenszoon Böyens (elegit amb el nom d'Adrià VI) (LX)
6. Alfons de Portugal (LX)
7. Albrecht von Brandenburg (LX)
8. Jean de Lorena (LX)
9. Eberhard von der Mark (LX)

## Els papables
Els corredors d'apostes de Roma van oferir apostes sobre els papables: un dels primers exemples de jocs d'atzar basat en les eleccions papals. Les apostes eren de:
- Giulio de Medici: 25 a 100
- Alexandre Farnese: 20 a 100

## El conclave

Escut del nou Papa Adrià VI

El conclave va començar el 28 de desembre, després de 27 dies de la mort de Lleó X. Els cardenals van acordar una capitulació del conclave, i les votacions van començar el 30 de desembre.
Farnese, amb el suport dels Medici i els seus partidaris, rep en un principi 12 vots, tots provinents de cardenals ungits per Lleó X. Si Farnese hagués assegurat els vots dels altres cardenals de Lleó X (28 dels 39 electors), podria fàcilment haver estat elegit. El poble romà va saquejar la seva casa (com era costum en els papes recentment elegits) i els corredors d'apostes van pujar les seves probabilitats de 40 a 100, encara que el seu vot es va reduir a 4 en el segon dia de votació. Després de la segona votació, un cardenal es va declarar malalt i va ser donat d'alta del conclave amb l'aprovació dels dos terços.
El conclave va marxar arrossegant fins ben entrat 1522, tenint només una votació per dia. Farnese seguia sent el favorit en el vuitè escrutini, amb Medici demanant un accessus després que Farnese rebés 12 vots. Farnese va rebre entre vuit i nou vots addicionals per accessus, i un cardenal fins i tot va cridar "Habemus Papam". No obstant això, dos dels més forts opositors de Farnese exigien un recompte oficial dels vots, i es va revelar que Farnese no tenia els vots justos per a la majoria qualificada necessària (dos terços), després d'axó Farnese va ser desacreditat i va perdre el suport.
Medici va intentar promoure la candidatura dels altres membres del seu partit, però cap podria obtenir un ampli suport. Wosley va rebre vuit vots, però la seva joventut va fer que altres cardenals no li donessin suport (l'ambaixador anglès havia tractat de convèncer que tenia més de cinquanta anys). Medici es va dirigir al conclave el 9 de gener i va suggerir l'atenció cap als candidats que no estaven presents en el conclave, expressant la seva voluntat de triar Adrià d'Utrecht. En el següent control Adrià va rebre 15 vots, incloent tots els que posseïa Medici. Colonna, el principal oponent dels Medici i els del seu partit, va declarar el seu suport a Adrià, compensant amb 13 vots per accessus, exactament els dos terços necessaris. Ja que Adrià no va estar present, la seva candidatura no requeria dos terços més un.

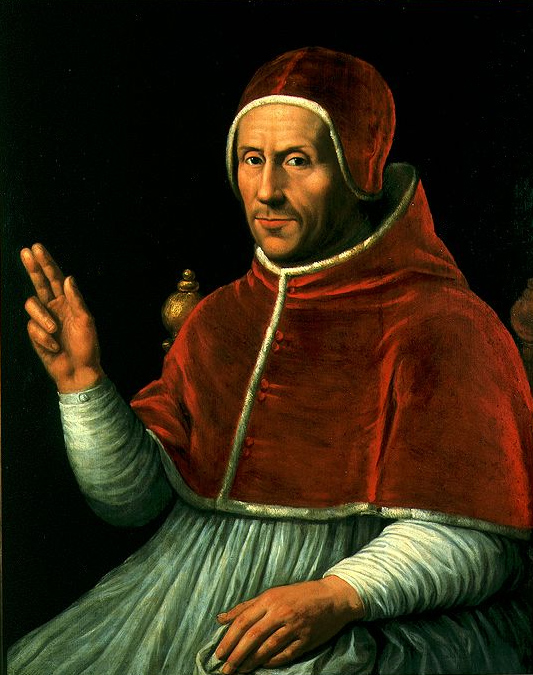
Nou Papa Adrià VI

## Adrià VI
El poble no entenia qui havia estat elegit, de manera que immediatament després de l'anunci, com Adrià era relativament desconegut i exercia en aquell moment com virrei amb Carles V. Tres cardenals van ser enviats per informar de la seva elecció, amb una carta privada que va arribar a Adrià el 24 de gener (els cardenals no arribarien fins al març). Mentrestant, els rumors de la mort d'Adrià es van estendre a Roma i Francesc I va començar a preparar-se per un nou conclave. Els cardenals no van portar l'anell de pescador a Espanya, per assegurar-se que ell es veiés obligat a viatjar a Roma, on va arribar el 28 d'agost. Adrià VI va arribar amb un estil molt devot al Vaticà, on va celebrar l'Eucaristia cada dia durant l'any en què va ser Papa, a diferència dels seus dos predecessors, que probablement mai van celebrar missa.